# Холт (Шлесвиг)
Холт (њем. Holt) општина је у њемачкој савезној држави Шлезвиг-Холштајн. Једно је од 134 општинска средишта округа Шлезвиг-Фленсбург. Према процјени из 2010. у општини је живјело 182 становника. Посједује регионалну шифру (AGS) 1059124.

## Географски и демографски подаци
Холт се налази у савезној држави Шлезвиг-Холштајн у округу Шлезвиг-Фленсбург. Општина се налази на надморској висини од 18 метара. Површина општине износи 13,4 km². У самом мјесту је, према процјени из 2010. године, живјело 182 становника. Просјечна густина становништва износи 14 становника/km².